# Cho Young-jeung
Cho Young-jeung (ur. 18 sierpnia 1954 w Paju) – południowokoreański piłkarz występujący na pozycji obrońcy.

## Kariera klubowa
Cho karierę rozpoczął w 1973 roku w drużynie z Chungang University. W latach 1977–1981 występował kolejno w zespołach: Korea First Bank FC, ROK Navy FC i First Bank FC. W 1981 wyjechał do USA i do 1983 występował w występujących w lidze NASL klubach Portland Timbers i Chicago Sting. W 1984 roku powrócił do Korei i został zawodnikiem Lucky-Goldstar Hwangso. W następnym roku zdobył z klubem mistrzostwo Korei Południowej.

## Kariera reprezentacyjna
W reprezentacji Korei Południowej Cho zadebiutował w 1977 roku. W 1978 wygrał z reprezentacją Igrzyska Azjatyckie. W 1980 wywalczył z Koreą wicemistrzostwo Azji, po porażce w finale z Kuwejtem. W 1984 po raz drugi wystąpił w Pucharze Azji.
W 1986 roku został powołany do kadry na Mistrzostwa Świata. Na Mundialu w Meksyku wystąpił w dwóch meczach z Bułgarią i Włochami. W tym samym roku po raz drugi z reprezentacją wygrał Igrzyska Azjatyckie. Ogółem w latach 1977-1986 rozegrał w reprezentacji 109 meczów, w których zdobył 1 bramkę.

## Kariera trenerska
Jeszcze przed zakończeniem kariery piłkarskiej Cho został trenerem. W latach 1987–1990 prowadził Lucky-Goldstar Hwangso, a 1991-1993 Hyundai Horangi. W latach 1994–1996 prowadził Anyang LG Cheetahs, z którym w 1994 wywalczył wicemistrzostwo Korei Południowej. W latach 1998–2000 prowadził reprezentacji Korei Południowej U-20.
Od 2000 jest pracownikiem krajowej federacji piłkarskiej (KFA).